# Gau Mecklenburg
Il Gau Mecklenburg fu una divisione amministrativa della Germania nazista dal 1933 al 1945 nello Stato libero di Mecleburgo-Schwerin e nello Stato libero di Meclemburgo-Strelitz. Costituito come Gau Mecklenburg-Lübeck il 22 marzo 1925, fu rinominato Gau Mecklenburg il 31 marzo 1937 quando Lubecca fu ceduta al Gau Schleswig-Holstein. Prima di allora, dal 1929 al 1933, fu la suddivisione regionale del partito nazista in quella zona. 

## Storia
Il sistema di Gau (plurale Gaue) fu originariamente istituito in una conferenza del partito il 22 maggio 1926, al fine di migliorare l'amministrazione della struttura del partito. Dal 1933 in poi, dopo la presa del potere nazista, i Gaue sostituirono sempre più gli stati tedeschi come suddivisioni amministrative in Germania.
Alla testa di ogni Gau si trovava un Gauleiter, una posizione che divenne sempre più potente, soprattutto dopo lo scoppio della seconda guerra mondiale. I Gauleiter locali erano incaricati della propaganda e della sorveglianza e, dal settembre 1944 in poi, del Volkssturm e della difesa del Gau.
La posizione di Gauleiter nel Meclemburgo fu detenuta da Friedrich Hildebrandt per tutta la durata dell'esistenza del Gau, interrotta solo da una sospensione di otto mesi tra il luglio del 1930 e il febbraio 1931 quando gli succedette brevemente Herbert Albrecht. Hildebrandt fu condannato a morte da un tribunale militare e giustiziato per crimini di guerra nel 1948.

## Gauleiter
I Gauleiter del Gau Mecklenburgː
- Friedrich Hildebrandt  - dal 22 marzo 1925 al luglio 1930 e dal febbraio 1931 ad aprile 1945.
- Herbert Albrecht - dal luglio 1930 al febbraio 1931.